# Carnegie Steel Company

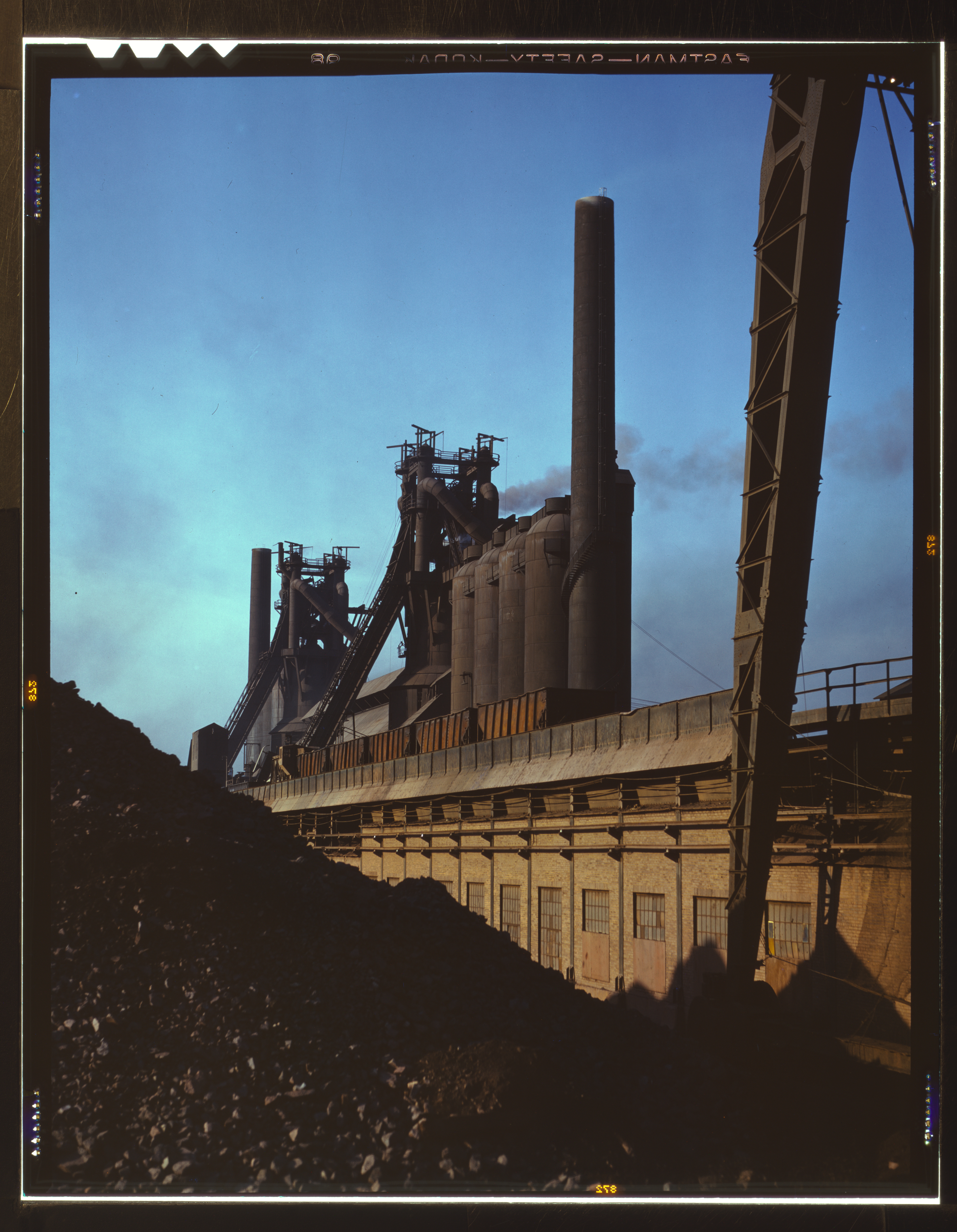
Foneria Carnegie-Illinois Steel a Etna (Pennsylvania) (1941).

La Carnegie Steel Company va ser una companyia productora d'acer creada per Andrew Carnegie per gestionar els seus negocis d'acer a l'àrea de Pittsburgh, Pennsilvània el 1892.